# Antipodogomphus
Antipodogomphus – rodzaj ważek z rodziny gadziogłówkowatych (Gomphidae).

## Rozmieszczenie geograficzne
Rodzaj Antipodogomphus obejmuje gatunki występujące endemicznie w Australii.

## Podział systematyczny
Do rodzaju należą następujące gatunki:
- Antipodogomphus acolythus (Martin, 1901)
- Antipodogomphus dentosus Watson, 1991
- Antipodogomphus edentulus Watson, 1991
- Antipodogomphus hodgkini Watson, 1969
- Antipodogomphus neophytus Fraser, 1958
- Antipodogomphus proselythus (Martin, 1901)